# Súbeme la radio
«Súbeme la radio» es una canción que se publicó el día 24 de febrero de 2017, que es cantada en el género del pop latino por Enrique Iglesias, un cantante español. El compositor Descemer Bueno ha compuesto junto a Enrique Iglesias esta canción, al igual que la canción Bailando.
El sencillo contiene la participación del dúo puertorriqueño Zion & Lennox.

## Biografía
Enrique Iglesias Preysler, es un cantante y compositor español de música pop, electro latino y reguetón. Nació el 8 de mayo de 1975, en Madrid (España) pero a los 7 años se fue a vivir a Miami. Creció en Florida, donde allí aprendió su segundo idioma, el inglés, y ha compuesto y cantado parte de su repertorio.
Enrique Iglesias comenzó a preparar su primer disco a los dieciséis años. Siempre dejó muy claro que no quería ser conocido por su apellido, y llegó incluso a plantearse un cambio de nombre artístico que eludiera el uso del mismo. Ha cantado varias canciones como Bailando, que se publicó en el año 2014, El Perdón, que salió en el año 2015 (cantada junto a su amigo Nicky Jam) y Duele el corazón, que salió en el año 2016.

## La grabación del videoclip
Enrique Iglesias grabó el nuevo vídeo musical de su nueva canción Súbeme la radio con mucho esfuerzo. Viajó a la Isla Caribeña a grabar el tema con el cantautor cubano Descemer Bueno y el dúo puertorriqueño Zion & Lennox. En este videoclip se puede ver gente bailando en las coloridas calles de La Habana como si fuera un carnaval. 
También hay tomas de los típicos coches antiguos que adornan la ciudad. El cantante expresó su deseo de grabar algo en Cuba en un comunicado de prensa. “Crecí en Miami, tengo muchos amigos cubanos y me apetecía la idea de hacer algo en la isla.  Después de varios vídeos con Alejandro Pérez, tantas colaboraciones que he realizado con mi amigo Descemer Bueno y después del éxito que obtuvimos con ‘Bailando’ y mis amigos de Gente de Zona, todo apuntó a que era el momento”, refiere.
El 17 de abril del 2018, el vídeo oficial de la canción superó las 1.000 millones de visitas en YouTube.

## Compositor y director
El compositor de esta canción fue Descemer Bueno, al igual que en su antiguo gran éxito Bailando. Descemer Bueno es un compositor, productor y cantante cubano. Se graduó en los conservatorios Manuel Saumell y Amadeo Roldán en La Habana, Cuba, como guitarrista clásico. 
A lo largo de su vida fue adquiriendo dotes musicales y fue componiendo exitosos temas como 'Sé feliz'. El director de esta canción fue Alejandro Pérez. Este director también fue el director de la canción Bailando. Aparte de dirigir videoclips en Cuba, es fotógrafo. Es un gran ejemplo de esfuerzo y valoracón.

## Versiones
El 23 de marzo del año 2017, el youtuber TehSinapsis en colaboración con el también youtuber BvViruzz sacaron una parodia llamada ''Súbeme de copas'', como parodia y sobre el juego de Supercell Clash Royale
A inicios de abril de 2017 el grupo cubano Sweet Lizzy Project lanza una versión en inglés titulada "Turn up the radio". El proyecto fue presentado a Descemer Bueno, el cual le sugirió la creación de un videoclip, siendo lanzado el 23 de abril en el programa Lucas de la Televisión Cubana.
El 21 de abril fue publicado en el canal oficial de Youtube un Remix de la canción interpretada por Enrique Iglesias, Descemer Bueno y Jacob Forever.
El 12 de mayo, otro remix fue publicado con la participación de un grupo pop latinoamericano CNCO.
El 13 de julio una versión en inglés protagonizada por el cantante jamaicano Sean Paul.
El 20 de julio fue lanzado otra versión en inglés con la participación del cantante jamaicano Sean Paul y el cantante británico Matt Terry. Una versión salsa de la canción grabada con el cantante puertorriqueño Gilberto Santa Rosa ha sido publicada el mismo día.
El 27 de enero de 2018, un remix en portugués de la canción ha sido publicado en el canal oficial de Youtube y cuenta con la participación del cantante luso-angoleño Anselmo Ralph y el cantante brasileño Zé Felipe en sustitución de Zion & Lennox. El último remix en hebreo protagonizado por el cantante israelí Rotem Cohen fue publicado el mismo día.

## Lista de pistas
| Descarga digital |                                                              |          |  |
| N.º              | Título                                                       | Duración |  |
| 1.               | «Súbeme La Radio» (featuring Descemer Bueno y Zion & Lennox) | 3:28     |  |

| Descarga digital – Remix |                                                                    |          |  |
| N.º                      | Título                                                             | Duración |  |
| 1.                       | «Súbeme La Radio Remix» (featuring Descemer Bueno y Jacob Forever) | 3:27     |  |

| Descarga digital – Remix |                                                           |          |  |
| N.º                      | Título                                                    | Duración |  |
| 1.                       | «Súbeme La Radio Remix» (featuring Descemer Bueno y CNCO) | 3:24     |  |

| Descarga digital – Remix Inglés |                                               |          |  |
| N.º                             | Título                                        | Duración |  |
| 1.                              | «Súbeme La Radio Remix» (featuring Sean Paul) | 3:27     |  |

| Descarga digital – Remix Inglés |                                                            |          |  |
| N.º                             | Título                                                     | Duración |  |
| 1.                              | «Súbeme La Radio Remix» (featuring Sean Paul y Matt Terry) | 3:27     |  |

| Descarga digital – Versión salsa |                                                                                               |          |  |
| N.º                              | Título                                                                                        | Duración |  |
| 1.                               | «Súbeme La Radio Salsa Remix» (featuring Descemer Bueno, Zion & Lennox y Gilberto Santa Rosa) | 3:59     |  |

| Descarga digital – Remix Portugués |                                                                                             |          |  |
| N.º                                | Título                                                                                      | Duración |  |
| 1.                                 | «Súbeme La Radio Remix» (featuring Descemer Bueno, Anselmo Ralph, Zé Felipe y Ender Thomas) | 3:27     |  |

| Descarga digital – Remix Hebreo |                                                                                 |          |  |
| N.º                             | Título                                                                          | Duración |  |
| 1.                              | «Súbeme La Radio Remix» (featuring Descemer Bueno, Rotem Cohen y Zion & Lennox) | 3:27     |  |

## Certificaciones
| País   | Organismo certificador | Certificación | Ventas certificadas | Ref.   |
| ------ | ---------------------- | ------------- | ------------------- | ------ |
| México | AMPROFON               | 4× Platino    | 240,000             | [ 37 ] |